# Pharao (Film)
Pharao (poln. Faraon, alternativ: Pharao – Die dunkle Macht der Sphinx) ist ein polnischer Monumentalfilm aus dem Jahr 1966. Gedreht wurde er vom Regisseur Jerzy Kawalerowicz nach dem gleichnamigen Roman von Bolesław Prus. Pharao bekam 1966 eine Nominierung für die Goldene Palme beim Internationalen Filmfestival in Cannes und 1967 eine Nominierung als Bester fremdsprachiger Film für einen Oscar.

## Handlung
Nach dem Tod des schwerkranken Pharaos Ramses XII. ringt dessen Nachfahre Ramses XIII. inmitten einer schweren Krise um die Macht im Staate. Neben der maroden Finanzlage – die Staatskasse wurde geplündert – und der allgegenwärtigen Korruption, einer gepeinigten und verarmten Bevölkerung wird sein Land von Feinden bedroht. Die Geschicke des Landes liegen in den Händen der allmächtigen Kaste der Priester um deren Anführer Herhor, dem Hohepriester von Theben und Oberbefehlshaber der Streitkräfte.
Der junge Pharao Ramses XIII. kämpft inmitten dieser Ausgangssituation um seine Vormachtstellung und versucht die Macht des Klerus einzudämmen, welcher jedoch selbst die Initiative ergreift und eine Intrige gegen den jungen Pharao entfacht.

## Zur Historizität
Die Pharaonen Ramses XII. und XIII., auf denen die Handlung aufbaut, werden in Besprechungen des Films wie auch des zugrundeliegenden Romans für gewöhnlich als fiktiv bezeichnet. Allerdings galten diese beiden Könige zur Zeit von Bolesław Prus als historische und belegte Personen. Beispielsweise führt Alfred Wiedemann in seinem Buch Ägyptische Geschichte, Band 1–2, von 1884 nicht nur diese zwei Pharaonen als letzte der 20. Dynastie, sondern auch wie in Roman und Film den Priester Sa-Amen Herhor (Herihor) als ersten Herrscher der nachfolgenden Dritten Zwischenzeit. Prus stellte somit nach dem Wissen seiner Zeit das schlecht dokumentierte Ende der 20. Dynastie dar, erschuf aber keine fiktiven Herrschergestalten.

## Hintergrund
Es gibt insgesamt drei deutsche Kinofassungen. Fast parallel wurden 1966 eine west- und eine ostdeutsche Synchronisation produziert. Die DDR-Fassung ist mittlerweile verschollen oder nur unvollständig erhalten, weshalb für die Wiederaufführung 1978 eine neue (auf Grundlage des alten Dialogbuches) erstellt wurde. Die erhaltenen Fassungen sind an verschiedenen Stellen gekürzt.

## Kritiken
„'Faraon' ist der erste intellektuell durchgestaltete Monumentalfilm der Filmgeschichte... ein Triumph der Regie“ (NZZ)
„Ein polnischer historischer Film über die Mechanik der Macht, das Versagen des Menschen im politischen Kampf und Leben; ein Film, der trotz äusseren Aufwandes die ganze Aufmerksamkeit des Zuschauers beansprucht, weil er in jeder Hinsicht ungewöhnlich ist.“ (lhg Vaterland 1967)
„Man wird ohne Übertreibung von diesem Film als dem ersten monumentalen Kammerspiel der Filmgeschichte sprechen können“ (hpm Tat)
«Die famose Schönheit des Bildes, die aus „Pharao“ ein herrliches Schauspiel macht, ist ohne Einschränkungen des ideologischen Voraussetzungen des Dramas untergeordnet.» (Zbigniew Klaczynski in „Trybuna Ludu“ Nr. 71, 1966)
«Sechs Jahre mussten wir auf einen neuen Film von Kawalerowicz warten. Es hat sich gelohnt. Als man mich fragte, welchen polnischen Film ich als den besten ansehe, antwortete ich bisher "Asche und Diamant". Jetzt bin ich in Verlegenheit - ist es nicht „Pharao“ ?» (Jerzy Plazewski in „Ekran“ Nr. 12/1966)
«Jerzy Kawalerowicz' „Pharao“ ist eine Art „Kleopatra“ ohne Burton und Taylor» (Films and Filming, London)
«Wuchtiges, intellektuelles und Oscar-nominiertes Epos. Gedreht wurde in der Wüste Usbekistans.» (tele 9/2008)

„Eine eindrucksvolle, umfassende, wenn auch recht bekannte bildliche Darstellung der historischen Vergangenheit; selbst wenn ihre Menschen und deren zusammenprallende Anliegen nicht voll ausgestaltet werden.“

„Überlanger, pathetischer Monumentalfilm mit bemühten Bezügen zur Moderne.“

„Ein ideenloses Märchen.“

„Dem polnischen Regisseur ... gelang hier der Beweis, daß ein Ausstattungsfilm sowohl historisch genau wie formal gescheit sein kann. Ab 16 zu empfehlen.“